# Harold Douglas Pratt
Harold Douglas Pratt (* 23. Juli 1944 in Charlotte, North Carolina), in Publikationen häufig H. Douglas Pratt, ist ein US-amerikanischer Ornithologe, Naturfotograf und Illustrator. Seine Forschungsschwerpunkte sind die Avifaunen Hawaiis und des Pazifiks.

## Leben
Nach dem Besuch der Grund- und Sekundarschule machte Pratt 1962 seinen Abschluss an der South Mecklenburg High School. 1966 erlangte er den Bachelor of Science am Davidson College, Davidson, North Carolina. Von 1966 bis 1970 war Pratt als Biologielehrer an den Highschools von Charlotte und Gastonia, North Carolina, angestellt. Er arbeitete auch als Ranger und Naturforscher im Great-Smoky-Mountains-Nationalpark während der Sommermonate der Jahre 1969 und 1970. 1973 graduierte er zum Master of Science an der Louisiana State University. 1979 wurde er mit der Dissertation A systematic analysis of the endemic Avifauna of the Hawaiian Islands unter der Leitung von John Michael Fitzsimons an der Louisiana State University zum Ph.D. promoviert. Bevor er 2005 Kurator der Vogelabteilung des North Carolina State Museum of Natural Sciences in Raleigh wurde, arbeitete er ab 1980 als wissenschaftlicher Mitarbeiter an der Louisiana State University in Baton Rouge.
Nach dem Pratt als Student seine ersten Reisen nach Ecuador (1965) und Mexiko (1966, 1971) unternahm, führte ihn seine erste große Expedition 1974 auf die Hawaii-Inseln. Es folgten Forschungsreisen auf die Midwayinseln (1975), die Hawaii-Inseln (1975, 1976, 1977, 1978, 1993, 1994, 1995, 1997, 1998), nach Mikronesien (1976, 1978, 1988, 2003, 2007), nach Samoa (1977, 1992, 2006), nach Palau (1978), auf die Bahamas (1981), nach Florida (1981, 1991), nach Taiwan (1986), auf die Westindischen Inseln (1990), nach Malaysia (1990), nach Indonesien (1990), auf die Fidschi-Inseln (1992, 2005), auf die Cook-Inseln (1992), nach Vanuatu (1992), nach Kenia (1992), nach Panama (1993), nach Tonga (1995), nach Kiribati (1995) und nach Guam (2004).
Auf Hawaii und anderen Pazifikinseln gehörte Pratt zu den Pionieren der Stimmenaufzeichnung endemischer Vogelarten.
Pratt verfasste mehrere Revisionen innerhalb der Tribus der Kleidervögel. 1979 benannte er den Hawaii-Sichelkleidervogel von Hemignathus wilsoni in Hemignathus munroi um. 1989 transferierte er den Kauai-Amakihikleidervogel von der Gattung Himatione in die Gattung Hemignathus. 2009 transferierte er den Hawaii-Astläufer von der Gattung Oreomystis in die neue Gattung Manucerthia.
Pratt ist Mitglied der American Ornithologists’ Union.

## Werke (Auswahl)
- 1987: A Field Guide to the Birds of Hawaii and the Tropical Pacific
- 1996: Hawaii's Beautiful Birds
- 1996: Pocket Guide to Hawaii's Birds
- 1999: Pocket Guide to Hawaii's Trees and Shurbs
- 2002: Enjoying Birds and Other Wildlife in Hawaii
- 2005: The Hawaiian Honeycreepers
- 2006: Flowering Trees: Images of Hawaii's Natural Beauty
- 2007: Birds: Images of Hawaii's Feathered Heritage
- 2008: Birds & Bats of Palau

Obwohl Pratt kein formelles Kunsttraining hatte, illustrierte er mindestens 20 Bücher, darunter mehrere Tafeln im Standardwerk Handbook of the Birds of the World.